# Камбанария на „Свети Георги“ в Ератира
Камбанарията на църквата „Свети Георги“ (на гръцки: Καμπαναριό Αγίου Γεωργίου Εράτυρας) е възрожденска постройка в южномакедонското градче Ератира (Селица), Гърция. Построена в 1888 година, камбанарията служи и като часовникова кула и е символ на Ератира.

## Местоположение
Камбанарията е разположена североизточно от църквата, на главния площад на Ератира.

## История
Инициативата за построяване на камбанария към издигнатата в 1844 година църква „Свети Георги“ принадлежи на протосингела поп Томас Карамициос. Започва да се строи през 1875 година, но за няколко години строежът спира, поради недостиг на пари. Протосингел Томас ходи няколко пъти до Букурещ, където събира пари за строежа от емигранти от Селица. В крайна сметка той е завършен в 1888 година с 500 златни лири, дарени от Томас Котулас.
В 1948 година в Ератирската битка по време на Гражданската война, камбанарията се използва от полицията за обстрел на комунистическите части. Затова три дни след битката комунистически партизани взривяват кулата с динамит и тя с срутва в двора на църквата.
След войната, в 1952 година камбанарията е възстановена отново с пари на ератирци и на емигрантите от градчето. Йоанис Катанос и Левкотеа Катану даряват часовника, заради което на мраморна плоча е изписано „ΔΩΡΕΑ ΩΡΟΛΟΓΙΟΥ ΚΑΙ ΚΩΔΩΝΟΣ ΙΩΑΝΝΟΥ Ν. ΚΑΤΑΝΟΥ ΚΑΙ ΛΕΥΚΟΘΕΑΣ ΚΑΤΑΝΟΥ, 1952.“

## Архитектура
Основите на камбанарията са дълбоки 8 m, поради особеностите на трена. Сградата е шестоъгълна и има часовник, който звъни на всеки кръгъл час от 1 до 12, както и на половинките. Висока е 25 m и има три етажа и половина. На втория етаж са двете камбанарии, а на третия е часовникът, който се вижда и от шестте страни. Полуетажът най-отгоре е празен. Сградата завършва с кръст.
На камбанарията има мраморна плоча с надпис:
| „ | ΤΟ ΚΩΔΩΝΟΣΤΑΣΙΟ ΤΟΥΤΟ, ΑΝΕΓΕΡΘΕΝ ΤΟ 1888, ΑΝΑΤΙΝΑΧΘΕΝ ΤΟ 1948, ΑΝΟΙΚΟΔΟΜΉΘΉ ΕΚ ΒΑΘΡΩΝ ΤΟ 1952, ΣΥΝΔΡΟΜΉ ΤΩΝ ΑΠΑΝΤΑΧΟΥ ΕΡΑΤΥΡΑΙΩΝ. Тази камбанария бе издигната в 1888, взривена в 1948, възстановена из основи в 1952, с помощта на всички ератирци. | “ |